# Orna de Gállego
Orna de Gállego (aragonesisch Orna de Galligo) ist ein spanischer Ort in der Provinz Huesca der Autonomen Gemeinschaft Aragonien. Orna de Gállego, im Pyrenäenvorland liegend, gehört zur Gemeinde Sabiñánigo. Der Ort hatte 16 Einwohner im Jahr 2015.

## Geographie
Der Ort liegt etwa 14 Straßenkilometer südwestlich von Sabiñánigo, er ist über die N330 und danach über die Landstraße HU-V-3003 zu erreichen.

## Geschichte
Der Ort wurde im Jahr 1035 erstmals urkundlich erwähnt.

## Sehenswürdigkeiten
- Pfarrkirche San Miguel aus dem 12. Jahrhundert[1]
- Wehrturm aus dem 16. Jahrhundert